# 3-й смешанный авиационный полк
3-й смешанный авиационный полк (3 сап, в/ч 75386) — тактическое формирование Воздушно-космических сил Российской Федерации. Находится в составе 1-й гвардейской смешанной авиационной дивизии и базируется на аэродроме Крымск.

## История
Полк создан 29 ноября 2013 года.
Полк занимался охранными мероприятиями на Зимних Олимпийских играх 2014 года и Чемпионате мира по футболу в 2018 году.
Самолёты 3-го смешанного авиационного полка первыми в 2014 году приземлились в Крыму.